# Морган ап Хивел (лорд Гвинллуга)
Морган ап Хивел (валл. Morgan ap Hywel; ум. ок. 1248) — лорд Гвинллуга с примерно 1215 (или с 1210) года до своей смерти в 1245 году. На протяжении многих лет претендовал на господство Каерлеоном, захваченного графом Пембруком. На протяжении большей части своей жизни он был в мире с англичанами — в то время, когда уэльские лидеры периодическим восставали против их правления. Возможно, он участвовал в крестовом походе в период между 1227 и 1231 годами.

## Биография

### Происхождение
Морган был потомком Риддерха ап Иестина, правителя большей части южного Уэльса, чей внук Карадог ап Грифид был убит в битве при Минидд Карн в 1081 году. К моменту смерти Карадога норманны взяли под свой контроль Гвент и Гвинллуг, а в последующие годы валлийские монархи потеряли свои твердыни и стали подчиняться английской короне. Сын Карадога - Оуайн - упоминается в 1140 году, а его сын Морган был признан лордом Каэрлеона королем Англии Генрихом II. Морган был убит Ифором Коротким в 1158 году и ему наследовал его брат Йорверт.
Генрих II конфисковал Каэр-Леон у Йорверта в сентябре 1171 года по недокументированным причинам. В 1172 году люди Уильяма Фитц-Роберта, 2-й граф Глостер убили сына Йорверта, Оуайна, а Йорверт и его выживший сын Хивел начали восстание против норманнов. В июне 1175 года Йорверт участвовал в совете Глостера, где Каэрлеон был восстановлен к нему по настоянию Лорда Риса, лорда Дехейбарта. Похоже, что Хивел сменил своего отца как лорда Каэрлеона в 1184 году. Он охранял замки в Гламоргане и Гвинллуге для короля во время восстания в Уэльсе в 1184-85 годах и продолжал служить короне в царствование Ричарда I в Англии. Похоже, что Хивел умер во время нападений, которые Лливелин Великий вел против королевских земель и валлийской марки в Уэльсе в начале лета 1215 года.

### Жизнь
Морган ап Хивел, который сменил своего отца Хивела, потерял Каэрлеон в октябре 1217 года, так как был захвачен войсками Уильяма Маршала, 1-го графа Пембрука, лорда Стригуила. Требование Моргана к Каэр-Леону было отклонено советом в Вустере в 1218 году, но он снова аргументировал свое требование в 1220 году. В 1227 году Морган окончательно отказался от своего права на Каэр-Леон в пользу Уильяма Маршала младшего. Возможно, он участвовал в финальной волне пятого крестового похода между 1227 и 1231 годами.
Хотя Морган не смог вернуть Каерлеон, ему удалось сохранить замок Мачен на протяжении большей части его жизни. Морган укрепил этот замок добавлением башни. Вероятно, он построил в 1217 году круглую башню. Гилберт Маршал, захватил этот замок в 1236 году во время перемирия между Лливелином Великим и королем Англии Генрихом III. После того, как маршал захватил замок, он, похоже, укрепил его палисадом и куртиной. Он был вынужден вернуть его Моргану по условиям перемирия или «из-за страха перед лордом Лливелином». Некоторые следы оснований этого замка все еще можно увидеть на естественном скалистом моте, на котором он был построен.
Морган был одним из немногих валлийских лидеров, которые не присоединились к восстанию Дафида ап Лливелина в июне 1244 года. Морган умер незадолго до 15 марта 1248 года. В момент своей смерти он держал замок Махен на возвышенностях Гвинллуга и сундуки Эделиджиона и Лленбенидда в господстве Каэрлеона в Гвенте. Его сменил его внук Маредид ап Грифид (умер в 1270 году), сын его дочери Гверфулы и Грифида ап Маредида, внука лорда Риса. По другой версии Маредид был его сыном.